# 嘉禄县
嘉禄县（越南语：／）是越南海阳省下辖的一个县。

## 地理
嘉禄县北接海阳市；西北接锦江县；西接平江县和青沔县；东南接宁江县和四岐县。

## 历史
2019年10月16日，连鸿社和嘉川社划归海阳市管辖；芳兴社并入嘉禄市镇，重庆社和嘉禾社并入歇骄社。
2024年10月24日，越南国会常务委员会通过决议，自2024年12月1日起，新进社和嘉良社合并为嘉进社，嘉新社和嘉庆社合并为嘉福社，日新社和同光社合并为日光社，光明社和德昌社合并为光德社。

## 行政区划
嘉禄县下辖1市镇13社，县莅嘉禄市镇。
- 嘉禄市镇（Thị trấn Gia Lộc）
- 团上社（Xã Đoàn Thượng）
- 嘉福社（Xã Gia Phúc）
- 嘉进社（Xã Gia Tiến）
- 黄耀社（Xã Hoàng Diệu）
- 鸿兴社（Xã Hồng Hưng）
- 黎利社（Xã Lê Lợi）
- 日光社（Xã Nhật Quang）
- 范镇社（Xã Phạm Trấn）
- 光德社（Xã Quang Đức）
- 统涇社（Xã Thống Kênh）
- 统一社（Xã Thống Nhất）
- 全胜社（Xã Toàn Thắng）
- 歇骄社（Xã Yết Kiêu）